# دهستان گوراب
دهستان گوراب، یکی از دهستان‌های بخش سراب میمه شهرستان دهلران در استان ایلام ایران است. مرکز این دهستان، روستای گوراب بالا است.

## جمعیت
بر پایه سرشماری عمومی نفوس و مسکن در سال ۱۳۹۵، جمعیت دهستان گوراب برابر با ۶۲۶ نفر بوده‌است.